# Androgeny
Androgeny – grupa hormonów płciowych o budowie sterydowej o działaniu maskulinizującym fizjologicznie występujące u mężczyzn, jak i w małych stężeniach u kobiet.

## Wytwarzanie w organizmie
U mężczyzn androgeny produkowane są przez:
- komórki Leydiga (śródmiąższowe) znajdujące się w męskich gonadach czyli jądrach
- część siatkowatą i pasmowatą kory nadnerczy

U kobiet androgeny wytwarzane są przez:
- jajniki
- część siatkowatą i pasmowatą kory nadnerczy

## Sposób wytwarzania
Pierwotnym materiałem do syntezy androgenów jest cholesterol. Jest on wstępnie syntetyzowany z glukozy i kwasów tłuszczowych lub pobierany z dostarczanych drogą krwi cząsteczek lipoprotein LDL.
Produkcja androgenów pozostaje pod kontrolą hormonu tropowego wytwarzanego przez przedni płat przysadki mózgowej lutropiny (LH, hormon luteinizujący). Między wydzielaniem lutropiny a wydzielaniem androgenów zachodzi ujemne sprzężenie zwrotne. Z kolei wydzielanie lutropiny zależy od wydzielanego przez podwzgórze hormonu uwalniającego GnRH czyli gonadoliberyny.

## Podział
Do androgenów wytwarzanych w jądrach należą:
- testosteron → 5α-dihydrotestosteron (DHT)[1][a]
- androsteron

Do androgenów wytwarzanych w jajnikach należą:
- 5α-dihydrotestosteron

Do androgenów wytwarzanych w korze nadnerczy należą:
- dehydroepiandrosteron (DHEA) → androstendion → testosteron[b]

## Znaczenie
Fizjologiczne działanie androgenów:
- kształtowanie się męskich narządów płciowych w życiu płodowym
- wykształcanie się wtórnych cech płciowych (budowa ciała, głos, typ owłosienia itp.)
- wpływ na spermatogenezę
- wpływ anaboliczny (zwiększenie masy mięśniowej itp.)

Nadmiar androgenów u kobiet powoduje szereg zaburzeń, między innymi wykształcanie się męskiej budowy ciała (maskulinizacja), męskiego typu owłosienia (wirylizacja), a także zaburzenia płodności, trądzik, łojotok, łysienie typu męskiego.